# James Byrne (Bischof, 1908)

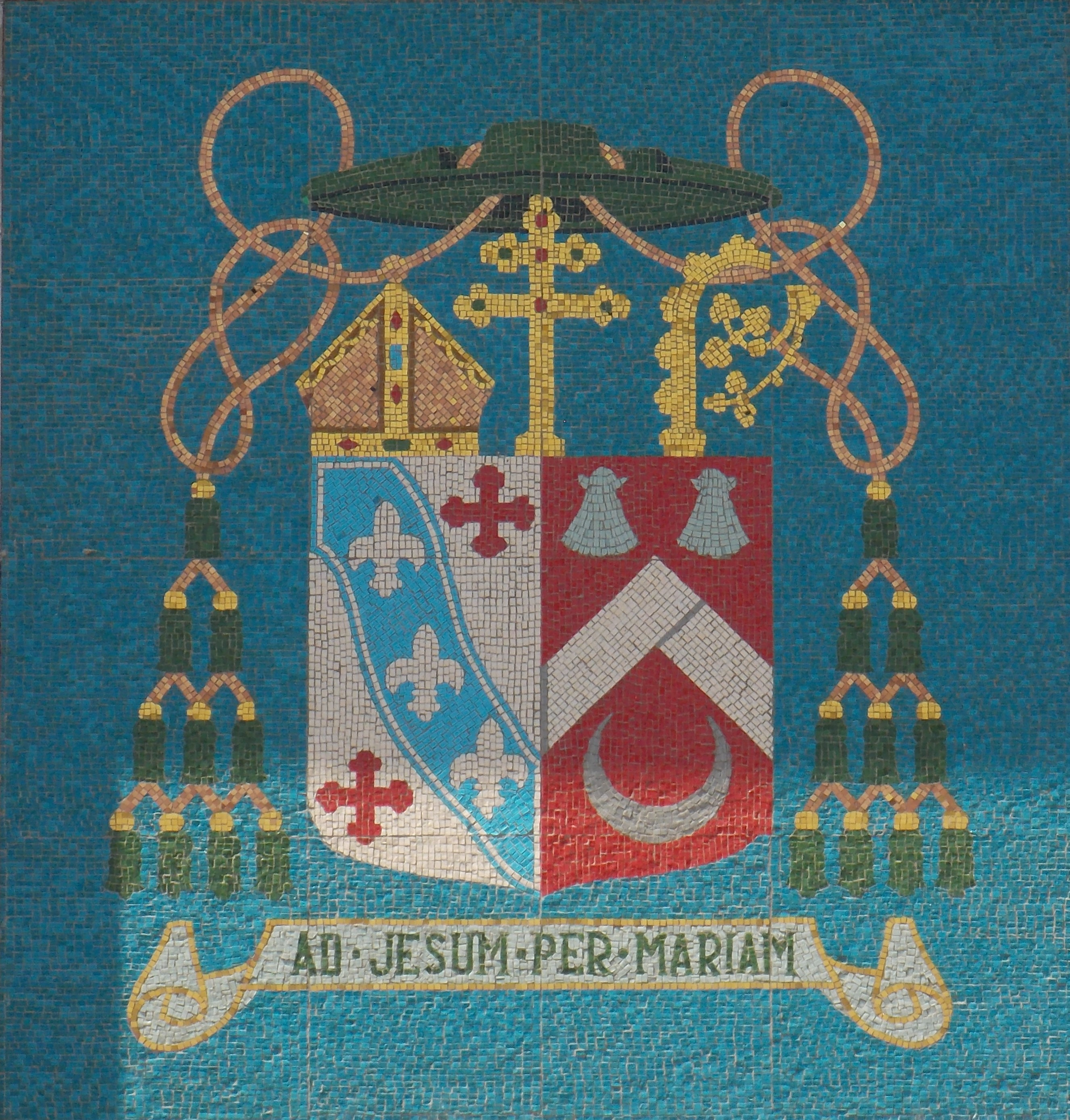
Wappen von James Byrne als Erzbischof von Dubuque (Kathedrale von Dubuque)

James Joseph Byrne (* 28. Juli 1908 in Saint Paul, Minnesota; † 2. August 1996 in Dubuque, Iowa) war ein US-amerikanischer römisch-katholischer Geistlicher und Erzbischof von Dubuque.

## Leben
Byrne empfing am 3. Juni 1933 die Priesterweihe.
Am 10. Mai 1947 wurde er zum Weihbischof in Saint Paul und Titularbischof von Etenna ernannt. Die Bischofsweihe spendete ihm am 2. Juli desselben Jahres Erzbischof Amleto Giovanni Cicognani, Mitkonsekratoren waren Thomas Anthony Welch, Bischof von Duluth und Francis Joseph Schenk, Bischof von Crookston.
Am 16. Juni 1956 wurde Byrne zum Bischof von Boise ernannt und am 29. August desselben Jahres in das Amt eingeführt.
Am 19. März 1962 wurde er zum Erzbischof von Dubuque ernannt, die Amtseinführung fand am 8. Mai desselben Jahres statt. Er hatte das Amt bis zum 23. August 1983 inne.
Byrne starb am 2. August 1996 in seiner Bischofsstadt.